# Deborah Sosimenko
Deborah Anne „Debbie” Sosimenko (ur. 5 kwietnia 1974 w Sydney) – australijska lekkoatletka specjalizująca się w rzucie młotem, dwukrotna olimpijka (2000, 2004).

## Osiągnięcia
- brązowy medal Uniwersjady (Sycylia 1997)
- złoto igrzysk wspólnoty narodów (Kuala Lumpur 1998)
- 5. miejsce podczas mistrzostw świata (Sewilla 1999)
- 5. lokata na igrzyskach olimpijskich (Sydney 2000)
- trzy tytuły mistrzyni kraju (1996, 1998, 1999)

Źródło: 

## Rekordy życiowe
- rzut młotem – 67,95 (2000)